# Nowy cmentarz żydowski w Szreńsku
Nowy cmentarz żydowski w Szreńsku – kirkut służący niegdyś żydowskiej społeczności Szreńska. Nie wiadomo kiedy dokładnie powstał. Został zniszczony podczas II wojny światowej. Nie zachowały się żadne nagrobki, obecnie teren cmentarza stanowi pole orne. Znajduje się przy drodze do Mławy.